# داريل ديفون سميث
داريل ديفون سميث (بالإنجليزية: Darryl Devon Smith)‏ (و. 1989  م) هو لاعب كرة قدم أمريكية من الولايات المتحدة، ولد في شارلوت، كارولاينا الشمالية، يلعب كظهير ‏.

## التعليم
تعلم في Independence High School (Charlotte, North Carolina) ‏.

## روابط خارجية
- داريل ديفون سميث على موقع إي إس بي إن.كوم (أن.أف.أل)3
- داريل ديفون سميث على موقع مرجع كرة القدم المحترفة.كوم (الإنجليزية)